# بادووو-دانگکی
بادووو-دانگکی (به لهستانی: Badowo-Dańki}} یک روستا در لهستان است که در گمینا مشچونوو واقع شده‌است. بادووو-دانگکی ۲۴۰ نفر جمعیت دارد و ۱۸۳ متر بالاتر از سطح دریا واقع شده‌است.